# 奧利佛·道登
爵士，KCB，CBE（1978年8月1日—），英國保守黨政治家，曾任英國副首相。他畢業於劍橋大學，主修法律。自2015年開始，他擔任赫茨米爾選區選出的英國下議院議員。2020年獲委任為數碼文化傳媒及體育大臣，2021年改任保守黨主席兼不管部大臣。2023年4月21日至2024年7月5日擔任英國副首相。